# Giuseppe Bianchi (tenore)
Giuseppe Bianchi (fl. XVII secolo) è stato un tenore e musicista italiano.

## Biografia
Le notizie sulla sua vita sono pressoché sconosciute. Non è noto né l'anno né il luogo di nascita e le uniche notizie su di lui sono la sua presenza al Collegium Germanicum dei gesuiti in Roma al tempo di papa Gregorio XIII, nel XVII secolo. Fu allievo del compositore Giacomo Carissimi.